# Persone di nome Henry/Politici
| Questa pagina contiene informazioni ricavate automaticamente dalle voci biografiche con l'ausilio del template Bio e di un bot. L'aggiornamento è periodico e automatico e ricostruisce completamente la pagina. Se manca una persona in questa lista, sei pregato di non aggiungerla, ma accertati piuttosto che la sua voce biografica contenga il template Bio e che i dati anagrafici siano correttamente compilati. Se il template Bio manca, inseriscilo tu stesso o, in alternativa, metti l'avviso {{tmp\|Bio}} che ne segnala la mancanza. Se i dati riportati sono sbagliati, correggi direttamente la voce biografica; le modifiche saranno visibili in questa lista entro pochi giorni. Per chiarimenti vedi il progetto antroponimi. La lista contiene solo le 115 persone che sono citate nell'enciclopedia e per le quali è stato implementato correttamente il template Bio. Pagina aggiornata al 22 giu 2025. |

Questa è una lista di persone presenti nell'enciclopedia che hanno il nome Henry e sono politici.

## A(5)
- Henry Addington, I visconte Sidmouth, politico britannico (Holborn, n. 1757 - Richmond upon Thames, † 1844)
- Henry Agar-Ellis, II visconte Clifden, politico irlandese (Gowran, n. 1761 - Londra, † 1836)
- Henry Justin Allen, politico statunitense (Warren County, n. 1868 - Wichita, † 1950)
- Henry Ramos Allup, politico venezuelano (Valencia, n. 1943)
- Harry Atkinson, politico neozelandese (Broxton, n. 1831 - Wellington, † 1892)

## B(17)
- Henry Baldwin, politico statunitense (Coventry, n. 1814 - Detroit, † 1892)
- Henry Baring, politico britannico (Cromer, n. 1777 - † 1848)
- Henry Bathurst, III conte Bathurst, politico britannico (Londra, n. 1762 - Londra, † 1834)
- Henry Ward Beecher, politico statunitense (Litchfield, n. 1813 - New York, † 1887)
- Henry Howe Bemrose, politico britannico (n. 1827 - † 1911)
- Henry Bennet, I conte di Arlington, politico britannico (n. 1618 - † 1685)
- Henry Bentinck, I duca di Portland, politico inglese (n. 1682 - Spanish Town, † 1726)
- Henry Beresford, II marchese di Waterford, politico irlandese (n. 1772 - † 1826)
- Henry G. Blasdel, politico statunitense (Lawrenceburg, n. 1825 - Oakland, † 1900)
- Henry Saint-John Bolingbroke, politico e filosofo inglese (Battersea, n. 1678 - Battersea, † 1751)
- Henry Bonilla, politico statunitense (San Antonio, n. 1954)
- Henry Brand, I visconte Hampden, politico inglese (n. 1814 - Pau, † 1892)
- Henry Brand, II visconte Hampden, politico inglese (Devonport, n. 1841 - Londra, † 1906)
- Henry Brougham, I barone Brougham e Vaux, politico britannico (Cowgate, n. 1778 - Cannes, † 1868)
- Henry Brudenell-Bruce, V marchese di Ailesbury, politico e ufficiale inglese (Londra, n. 1842 - Tottenham House, † 1911)
- Henry Ernest Gascoyne Bulwer, politico e diplomatico britannico (Heydon, n. 1836 - Heydon, † 1914)
- Henri Konan Bédié, politico ivoriano (Dadiékro, n. 1934 - Abidjan, † 2023)

## C(8)
- Henry Campbell-Bannerman, politico britannico (Glasgow, n. 1836 - Londra, † 1908)
- Henry Cavendish, II duca di Newcastle-upon-Tyne, politico inglese (n. 1630 - † 1691)
- Henry Chetwynd-Talbot, XVIII conte di Shrewsbury, politico e ammiraglio inglese (n. 1803 - Lacock, † 1868)
- Henry Cisneros, politico statunitense (San Antonio, n. 1947)
- Henry Clay, politico statunitense (Contea di Hanover, n. 1777 - Washington, † 1852)
- Henry Clinton, VII conte di Lincoln, politico inglese (n. 1684 - † 1728)
- Henry Watkins Collier, politico statunitense (Contea di Lunenburg, n. 1801 - Bailey Springs, † 1855)
- Henry Cuellar, politico e avvocato statunitense (Laredo, n. 1955)

## D(4)
- Henry Dawson-Damer, III conte di Portarlington, politico inglese (n. 1822 - † 1889)
- Henry Dearborn, politico, medico e statistico statunitense (North Hampton, n. 1751 - Roxbury, † 1829)
- Henry Dillon, XIII visconte Dillon, politico e scrittore irlandese (Bruxelles, n. 1777 - Londra, † 1832)
- Henry Dodge, politico e militare statunitense (Vincennes, n. 1782 - Burlington, † 1867)

## E(2)
- Henry Edwards, I baronetto Edwards di Pye Nest, politico britannico (n. 1812 - † 1886)
- Henry Ellis, politico e esploratore britannico (Contea di Monaghan, n. 1721 - Napoli, † 1806)

## F(4)
- Henry Fawcett, politico e economista britannico (Salisbury, n. 1833 - † 1884)
- Henry FitzGerald, politico irlandese (n. 1761 - Thames Ditton, † 1829)
- Henry Forster, I barone Forster, politico britannico (Kent, n. 1866 - † 1936)
- Henry Bartle Frere, politico britannico (Clydach, n. 1815 - Wimbledon, † 1884)

## G(8)
- Henry Gage, politico statunitense (Geneva, n. 1852 - Los Angeles, † 1924)
- Henry Lawrence Garrett, politico statunitense (n. 1939)
- Henry George Jr., politico statunitense (Sacramento, n. 1862 - Washington, † 1916)
- Henry Dilworth Gilpin, politico statunitense (Lancaster, n. 1801 - Filadelfia, † 1860)
- Henry Lennox, politico inglese (n. 1821 - † 1886)
- Henry Greville, III conte di Warwick, politico inglese (n. 1779 - Castello di Warwick, † 1853)
- Henry Grey Bennet, politico britannico (n. 1777 - Como, † 1836)
- Henry Grey, III conte Grey, politico inglese (n. 1802 - † 1894)

## H(12)
- Henry Huntly Haight, politico statunitense (Rochester, n. 1825 - San Francisco, † 1878)
- Henry John Heinz III, politico e imprenditore statunitense (Pittsburgh, n. 1938 - Montgomery, † 1991)
- Henry Lascelles, III conte di Harewood, politico britannico (Harewood, n. 1797 - Harewood, † 1857)
- Henry Bruce, I barone Aberdare, politico inglese (Aberdare, n. 1815 - Londra, † 1895)
- Henry Montagu Douglas Scott, I barone Montagu di Beaulieu, politico scozzese (n. 1832 - † 1905)
- Henry Fox, I barone Holland, politico inglese (n. 1705 - Londra, † 1774)
- Henry Thomas Hope, politico britannico (Londra, n. 1807 - Londra, † 1862)
- Henry Vane, I conte di Darlington, politico inglese (n. 1705 - † 1758)
- Henry Hunt, politico e pubblicista inglese (Upavon, n. 1773 - Alresford, † 1835)
- Henry Hyde, II conte di Clarendon, politico inglese (Westminster, n. 1638 - Westminster, † 1709)
- Henry Hyde, politico statunitense (Chicago, n. 1924 - Chicago, † 2007)
- Henry Hyndman, politico britannico (Londra, n. 1842 - † 1921)

## J(2)
- Henry Jermyn, I conte di St Albans, politico inglese (Londra, n. 1605 - Londra, † 1684)
- Hank Johnson, politico e avvocato statunitense (Washington, n. 1954)

## K(1)
- Henry Kissinger, politico e diplomatico statunitense (Fürth, n. 1923 - Kent, † 2023)

## L(2)
- Henry Cabot Lodge Jr., politico e diplomatico statunitense (Nahant, n. 1902 - Beverly, † 1985)
- Henry Cabot Lodge, politico statunitense (Boston, n. 1850 - Cambridge, † 1924)

## M(8)
- Henry Manners, VIII duca di Rutland, politico britannico (n. 1852 - † 1925)
- Henry Markham, politico statunitense (Wilmington, n. 1840 - Pasadena, † 1923)
- Henry D. McDaniel, politico statunitense (Monroe, n. 1836 - Monroe, † 1926)
- Henry McLeish, politico scozzese (Methil, n. 1948)
- Henry McMaster, politico statunitense (Columbia, n. 1947)
- Henry Laurens Mitchell, politico statunitense (Birmingham, n. 1831 - Tampa, † 1903)
- Henry Molinari, politico e calciatore italiano (Milano, n. 1894 - Desenzano del Garda, † 1958)
- Henry Morgenthau Jr., politico statunitense (New York, n. 1891 - Poughkeepsie, † 1967)

## N(1)
- Henry Northcote, I barone Northcote, politico britannico (Londra, n. 1846 - † 1911)

## P(11)
- Henry Parker, politico britannico († 1752)
- Henry Paulson, politico e banchiere statunitense (Palm Beach, n. 1946)
- Henry Clay Payne, politico statunitense (Ashfield, n. 1843 - Washington, † 1904)
- Henry Pelham, politico inglese (Laughton, n. 1694 - Londra, † 1754)
- Henry Pelham-Clinton, IV duca di Newcastle, politico inglese (Walton, n. 1785 - Clumber, † 1851)
- Henry Pelham-Clinton, V duca di Newcastle, politico britannico (n. 1811 - † 1864)
- Henry Perrin Coon, politico, insegnante e medico statunitense (Contea di Columbia, n. 1822 - San Francisco, † 1884)
- Henry Petty-Fitzmaurice, V marchese di Lansdowne, politico britannico (Londra, n. 1845 - Clonmel, † 1927)
- Henry Petty-Fitzmaurice, III marchese di Lansdowne, politico inglese (Westminster, n. 1780 - Calne, † 1863)
- Henry Picard, politico inglese
- Henry Puna, politico cookese (Mangaia, n. 1949)

## R(2)
- Trey Radel, politico, giornalista e conduttore radiofonico statunitense (Cincinnati, n. 1976)
- Henry R. Rathbone, politico statunitense (Washington, n. 1870 - Chicago, † 1928)

## S(12)
- Henry Scott, III duca di Buccleuch, politico scozzese (n. 1746 - † 1812)
- Henry Sewell, politico neozelandese (Newport, n. 1807 - Cambridge, † 1879)
- Henry Hastings Sibley, politico statunitense (Detroit, n. 1811 - Saint Paul, † 1891)
- Henry Sidney, politico inglese (Londra, n. 1529 - Ludlow, † 1586)
- Henry Abel Smith, politico britannico (Londra, n. 1900 - Winkfield, † 1993)
- Henry Charles Somerset, VI duca di Beaufort, politico e nobile inglese (Inghilterra, n. 1766 - Badminton House, † 1835)
- Henry Somerset, VII duca di Beaufort, politico e ufficiale inglese (Inghilterra, n. 1792 - Badminton House, † 1853)
- Henry Charles FitzRoy Somerset, VIII duca di Beaufort, politico, ufficiale e nobile inglese (Parigi, n. 1824 - Stoke Gifford, † 1899)
- Henry Stanberry, politico statunitense (New York, n. 1803 - New York, † 1881)
- Henry Stimson, politico statunitense (New York, n. 1867 - Long Island, † 1950)
- Henry Carter Stuart, politico statunitense (Wytheville, n. 1855 - † 1933)
- Henry Adoniram Swift, politico statunitense (Ravenna, n. 1823 - St. Peter, † 1869)

## T(6)
- Henry John Temple, III visconte Palmerston, politico inglese (Westminster, n. 1784 - Brocket Hall, † 1865)
- Henry F. Teschemacher, politico e artista statunitense (Boston, n. 1823 - Les Planches, † 1904)
- Henry Adams Thompson, politico statunitense (Stormstown, n. 1837 - Dayton, † 1920)
- Henry Thornton, politico e economista inglese (n. 1760 - † 1815)
- Henry Thynne, III marchese di Bath, politico e militare inglese (n. 1797 - † 1837)
- Stuart Townend, politico, ufficiale e velocista britannico (Shropshire, n. 1909 - Londra, † 2002)

## V(4)
- Henry Vane il Giovane, politico e teologo inglese (Debden, n. 1613 - Tower Hill, † 1662)
- Henry Vane il Vecchio, politico inglese (n. 1589 - † 1655)
- Henry Vassall-Fox, III barone Holland, politico inglese (Winterslow House, n. 1773 - Londra, † 1840)
- Henry Villiers-Stuart, I barone Stuart de Decies, politico britannico (Londra, n. 1803 - † 1874)

## W(6)
- Henry A. Wallace, politico e imprenditore statunitense (Orient, n. 1888 - Danbury, † 1965)
- Henry Waxman, politico e avvocato statunitense (Los Angeles, n. 1939)
- Henry H. Wells, politico e avvocato statunitense (Rochester, n. 1823 - Palmyra, † 1890)
- Henry Carton de Wiart, politico belga (Bruxelles, n. 1869 - Uccle, † 1951)
- Henry Wilson, politico statunitense (Farmington, n. 1812 - Washington, † 1875)
- Henry A. Wise, politico statunitense (Drummondtown, n. 1806 - † 1876)